# Modellismo funiviario
Gli impianti a fune sono oggetto di modellismo e di collezionismo da parte degli appassionati.
Il modellismo funiviario  è quella branca del modellismo che si occupa della costruzione di riproduzioni in scala ridotta di funivie e di tutto ciò che ha attinenza diretta o indiretta con esse.
Questa branca è strettamente derivata da quello ferroviaria, e molte ditte di quest'ultimo settore hanno riprodotto impianti in miniatura. Non è infatti raro trovare ditte specializzate nel modellismo ferroviario che propongano prodotti di modellismo funiviario, come la tedesca Jägerndorfer.